# Califato ortodoxo
El califato bien guiado, califato ortodoxo o califato rashidun (en árabe: ٱلْخِلَافَةُ ٱلرَّاشِدَةُ‎, romanizado: al-Khilāfah ar-Rāšidah, lit. 'Los sucesores correctos, justos, ortodoxos (que siguen el buen camino)', son los nombres que se da en la tradición musulmana al primer califato, el gobierno de los cuatro primeros califas que sucedieron a Mahoma (Abu Bakr as-Siddiq, Omar ibn al-Jatab, Ozmán ibn Afán y Alí ibn Abi Tálib), desde el 632 al 661. Durante su existencia, el califato se constituyó en la potencia económica, cultural y militar más poderosa en Asia occidental y África nororiental.
El califato surgió tras la muerte de Mahoma en junio de 632 y el debate que siguió respecto a la sucesión de su liderazgo de la umma (comunidad musulmana). Abu Bakr, un cercano compañero de Mahoma, del clan Banu Taym, fue elegido en Medina como el primer califa, y fue él quien dio inicio a la conquista de la Península arábica. Su breve reinado terminó con su muerte en agosto de 634, tras lo que fue sucedido por Omar, su sucesor designado del clan Banu Adi. Bajo Omar, el califato se expandió a una tasa sin precedentes, gobernando sobre más de dos tercios del Imperio bizantino y casi la totalidad del Imperio sasánida. Omar fue asesinado en noviembre de 644, y fue sucedido por Ozmán, un miembro del clan Banu Omeya, quien fue elegido por un comité de seis personas asignado por Omar. Bajo Ozmán, el califato concluyó su conquista de Persia en 651 y continuó expediciones en los territorios bizantinos. Durante su reinado surgieron rebeldes, y fue asesinado en junio de 656.
Ozmán fue sucedido por Alí, un miembro del clan Banu Háshim, quien trasladó la capital a Kufa. Ali presidió durante la guerra civil llamada Primera Fitna, cuando su suzeranía no fue reconocida por el miembro del clan de Ozmán y gobernador de Siria Moavia ibn Abu Sufián, quien creía que los asesinos de Ozmán debían ser castigados inmediatamente. Además, una tercera facción conocida como los jariyíes, que habían apoyado antes a Ali, se rebelaron tanto contra Alí como contra Moavia, tras rehusarse a aceptar la arbitración en la batalla de Siffín. La guerra llevó al derrocamiento del Califato ortodoxo y al establecimiento del Califato omeya en 661 a manos de Moavia. La guerra civil consolidó de manera permanente la división entre musulmanes sunitas y chiitas, creyendo estos últimos que Alí fue el primer califa legítimo e imam tras Mahoma, y apoyando a sus descendientes conectados por vía sanguínea con el Profeta.
Los suníes de lengua urdu a veces llaman a los califas ortodoxos los cuatro amigos (چار یار, chaar yaar) y a su dominio el reinado de los cuatro califas. Algunos incluyen a Hasán ibn Alí, hijo de Alí, como el quinto califa ortodoxo. Según los chiíes, el primer califa fue Alí seguido de los imanes chiíes, pues aducen que esta sucesión la decidió el mismo Mahoma. En opinión de los jariyitas (abadíes), no hubo más que dos califas ortodoxos, pues solo parte de los califatos de Ozmán y Alí ibn Abi Tálib lo fueron.

## Historia
El islam nace en la península arábiga, a principios del siglo VII. Cuando Mahoma, un comerciante de La Meca, comenzó su predicación en el 610, ya era un hombre maduro; tenía unos cuarenta años. Tras una visión, comienza a predicar contra la impiedad y la corrupción de la élite de su ciudad. Va poco a poco perfilando su doctrina; en el 619, ya reconoce que Alá es su único dios, siendo él mismo el último de sus enviados, al igual que Abraham, Moisés y Jesús. Sin demasiados seguidores y enfrentados a los poderosos de La Meca, en el 622 se ve obligado a huir a la vecina ciudad de Yatrib, conocida después como Medina, la ciudad del profeta. Este suceso da inicio al calendario islámico; por eso se dice «año de la Hégira».
Mahoma murió en 632 sin especificar quién sería su sucesor ni cómo habría de ser elegido. De hecho, Abu Bakr as-Siddiq fue nombrado por algunos de sus compañeros y se convirtió así en el primer califa. Durante su califato, el islam expandió su influencia por todo Oriente Próximo y el norte de África. Se sospecha que Abu murió envenenado[cita requerida].
A la muerte de Abu en 634, le sucedió en el califato Úmar ibn al-Jattab, otro de los suegros del profeta. Durante este califato (634-644), se libraron guerras contra el Imperio bizantino y Persia durante  las cuales tomó posesión de Siria, Palestina, Egipto y Mesopotamia.
Por otra parte, el califato de Úmar destaca como posiblemente el mejor[cita requerida] que hubo debido a su gran capacidad de liderazgo y al justo reparto de los botines entre toda la umma. Tanto Úmar como Abu y los siguientes califas basarán sus vidas en la pobreza y en el trabajo continuo que comportaba el califato, teniendo que responder a las agresiones recibidas por parte del Imperio bizantino y del sasánida en múltiples frentes y atendiendo a los asuntos del califato.
Úmar fue asesinado por un sirviente capturado en la conquista de Persia, llamado Firūz, quien durante el azalá apuñaló al califa en el 644.
A Úmar le sucedió Uthmán ibn Affán, durante cuyo califato (644-656) se produjeron una serie de acontecimientos que empezaron a desestabilizar el califato, entre los cuales destaca la rebelión de los jariyíes, personas que manipulaban los textos sagrados para su propio interés. Esto se refleja en toda la campaña de difamación que acometieron contra el califa Uthmán llegando incluso a convencer a Muhámmad ibn Abi Bakr de que el califa le quería asesinar. Los jariyíes desafiaron la autoridad del califa al instalarse en las afueras de la ciudad de Medina cercando la ciudad y exigiendo su dimisión por no cumplir con sus peticiones partidistas, la respuesta del califa fue una negativa rotunda y rechazó la opción de combatirles a pesar de disponer de su sobrino Muawiya en Siria quien tenía bajo su mando uno de los mejores regimientos del ejército islámico. En su lugar, Uthmán optó por el diálogo, lo que exacerbó y animó a los jariyíes a seguir presionando, llegando incluso a oprimirle al bloquear la puerta de su mismo hogar para evitar que su familia trajera agua y asesinando a las personas que se congregaban a escucharle.
Finalmente, en el año 656 un grupo de estos jariyíes consiguió entrar en su hogar y degollarlo.
El califato de Uthmán ibn Affán es uno de los más importantes debido a que acometió la tarea de poner por escrito y en un solo libro el Corán, el cual se había conservado en partes sueltas y además había versiones algo distintas. En este sentido, Uthmán congregó a los compañeros del Profeta que seguían vivos y entre todos reunieron las partes sueltas y encargó a tres de ellos que recopilaran el Corán. Finalmente, se mantuvo la versión que consideraron más veraz y se quemaron las otras versiones para evitar confusiones, estableciéndose ese Corán como el oficial.
Por último, se destaca la personalidad de Uthmán debido a que gastó todas sus riquezas en la causa islámica, contribuyendo a todo tipo de edificaciones que necesitaba la umma y contribuyendo también al bienestar general.
Le sucedió el primo y yerno de Mahoma, Alí ibn Abi Tálib. Obligado por el pueblo de Medina, Alí asumió el califato heredando toda la inestabilidad que ya había en el período del califa anterior. En este sentido, hubo una facción de los musulmanes que exigió a Alí vengar la muerte del califa Uthmán castigando severamente a los jariyíes. No obstante, la postura del califa Alí fue la de primero restablecer la estabilidad y después establecer justicia; esto tuvo como consecuencia la rebelión de Muawiya, quien se negó a obedecer al califa hasta que se ajusticiara a los jariyíes por la muerte de su tío; esto finalmente se tradujo en la primera fitna que tuvo solamente tintes políticos, no religiosos, como otros pretenden manifestar en la cultura popular. En esta fitna se enfrentaron los ejércitos liderados por Alí contra Sham (Siria), la cual estaba bajo el gobierno de Muawiya; apenas hubo un claro vencedor durante la contienda.
En cuanto a los jariyíes, durante el cerco de Medina en el período del califato de Uthmán, llegaron incluso a reclamar el ascenso al califato por parte de Alí, quien según ellos lo merecía más que Uthmán, esperando obtener beneficios por parte del califa. Al ver que el nuevo califa no cedía a sus peticiones, se rebelaron nuevamente contra él. En un primer momento, Alí apostó por el diálogo enviando a un compañero de confianza a debatir con ellos, diciéndole su célebre frase: «Vé y debate con ellos empleando la Sunna y no el Corán» —porque los jawarish empleaban el Corán para justificar sus posturas, aprovechándose del margen de maniobra que dejaban los versículos para la interpretación, y por ello Alí apostó por la Sunna, ya que esta especificaba los versículos por parte del profeta—. Tras el debate, y vista la intransigencia de los jariyíes al continuar reivindicando sus intereses sin cesar la actividad hostil, el califa Alí les declaró la guerra, llegando estos incluso a declarar incrédulo (kafir) al mismo Alí.
En el año 661, los jariyíes prepararon dos atentados, uno contra Alí en Kufa y otro contra Muawiya en Siria; en la ejecución del plan, acabaron por asesinar a Alí cuando estaba en la mezquita de Kufa, mientras que Muawiya sobrevivió a su intento de asesinato.
Tras este incidente, fue elegido califa Hasán ibn Alí, cuyo califato duró seis meses, en los que buscó la mediación y la finalización de la contienda con Muawiya, debido a su profundo espíritu religioso y a la nostalgia de la unidad islámica; por consiguiente, se reunió con Moavia, con quien, tras dialogar, llegaron a una solución pacífica del conflicto en la que voluntariamente Hasán ibn Alí cedió el califato a Moavia como símbolo de la nueva hermandad entre musulmanes y como ejemplo de diplomacia.
Moavia prometió dar el califato a Hasan tras su muerte, pero este murió durante su califato, por lo que el califa, tras la presión de sus consejeros y por la crítica situación en las fronteras con Bizancio, acabó por ceder en el 680 el califato a su hijo Yazid ibn Muawiya, que era un habilidoso comandante. Con este acontecimiento, se dio por finalizada la práctica electiva del califa, y ahora pasaba a ser una cuestión hereditaria, por lo que se perdía la pureza que caracterizaba a los primeros califas, y ahora la responsabilidad ya no era del más apropiado, sino del heredero.
Al conquistar Persia, Siria y Egipto, el demógrafo francés Youssef Courbage estima que no más de dos millones de árabes musulmanes conquistaron a más de veinte millones de no musulmanes (dhimmíes). Sin embargo, los datos indican que los ingresos estatales pasaron de cien a ciento veinte millones de dírhams en el reinado de Omar ibn al-Jatab a apenas cuarenta millones en la época del omeya Abd al-Málik; según Courbage, esta reducción en los ingresos por la yizia se deberían a que en unos cincuenta años dos tercios de la población se convirtieron en musulmanes.